# 12360 Unilandes
12360 Unilandes este un asteroid din centura principală de asteroizi.

## Descriere
12360 Unilandes este un asteroid din centura principală de asteroizi. A fost descoperit pe 22 septembrie 1993 la Mérida de Orlando A. Naranjo Villarroel. Asteroidul prezintă o orbită caracterizată de o semiaxă mare de 3,21 ua, o excentricitate de 0,19 și o înclinație de 2,4° în raport cu ecliptica.